# Rýzmburk (Hulice)
Rýzmburk je malá vesnice, část obce Hulice v okrese Benešov. Nachází se asi 2 km na severozápad od Hulic. V roce 2009 zde bylo evidováno 24 adres.
Rýzmburk leží v katastrálním území Hulice o výměře 6,48 km².

## Historie
První písemná zmínka o vesnici pochází z roku 1720.

## Fotogalerie

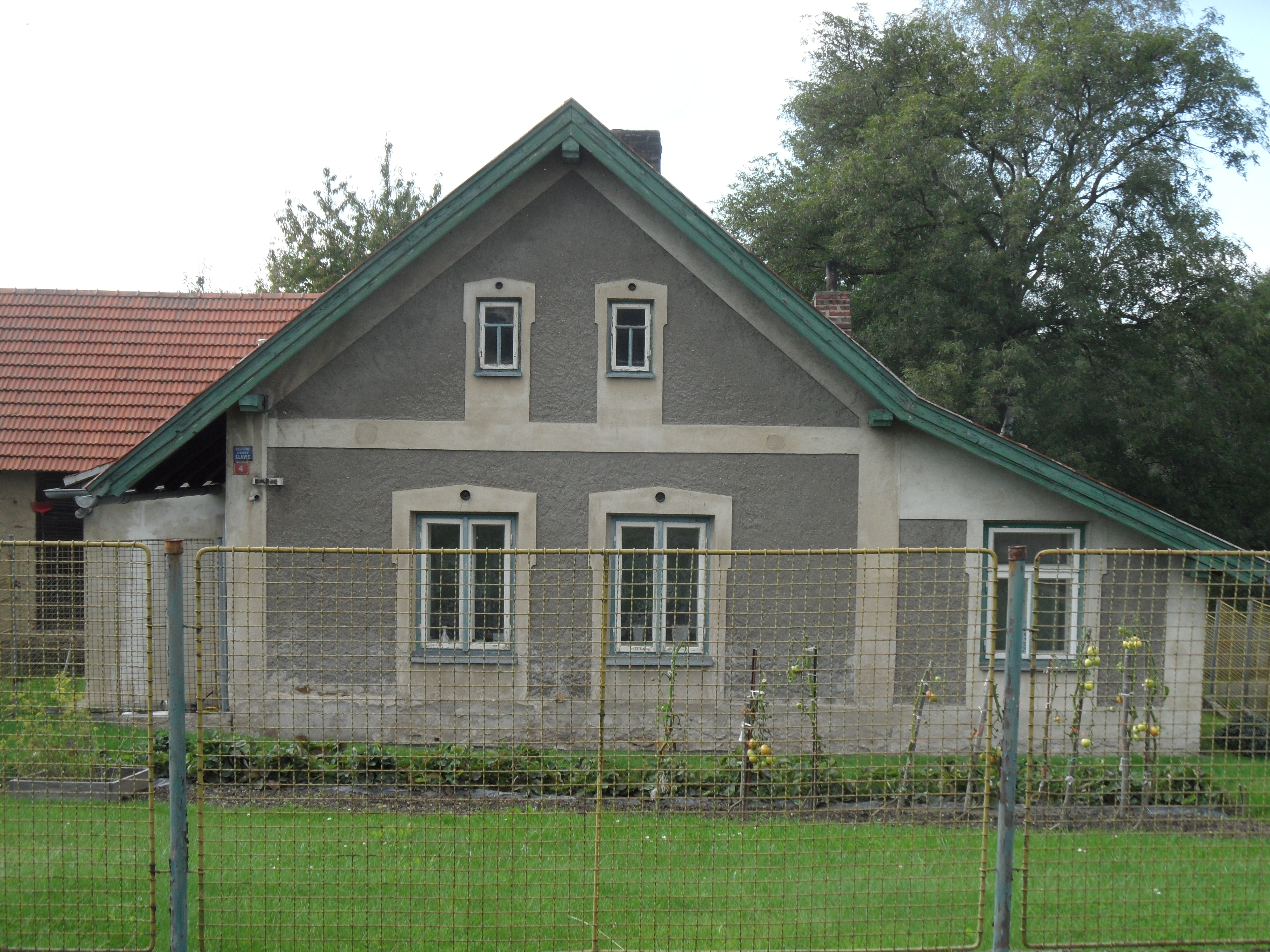
Dům čp. 4
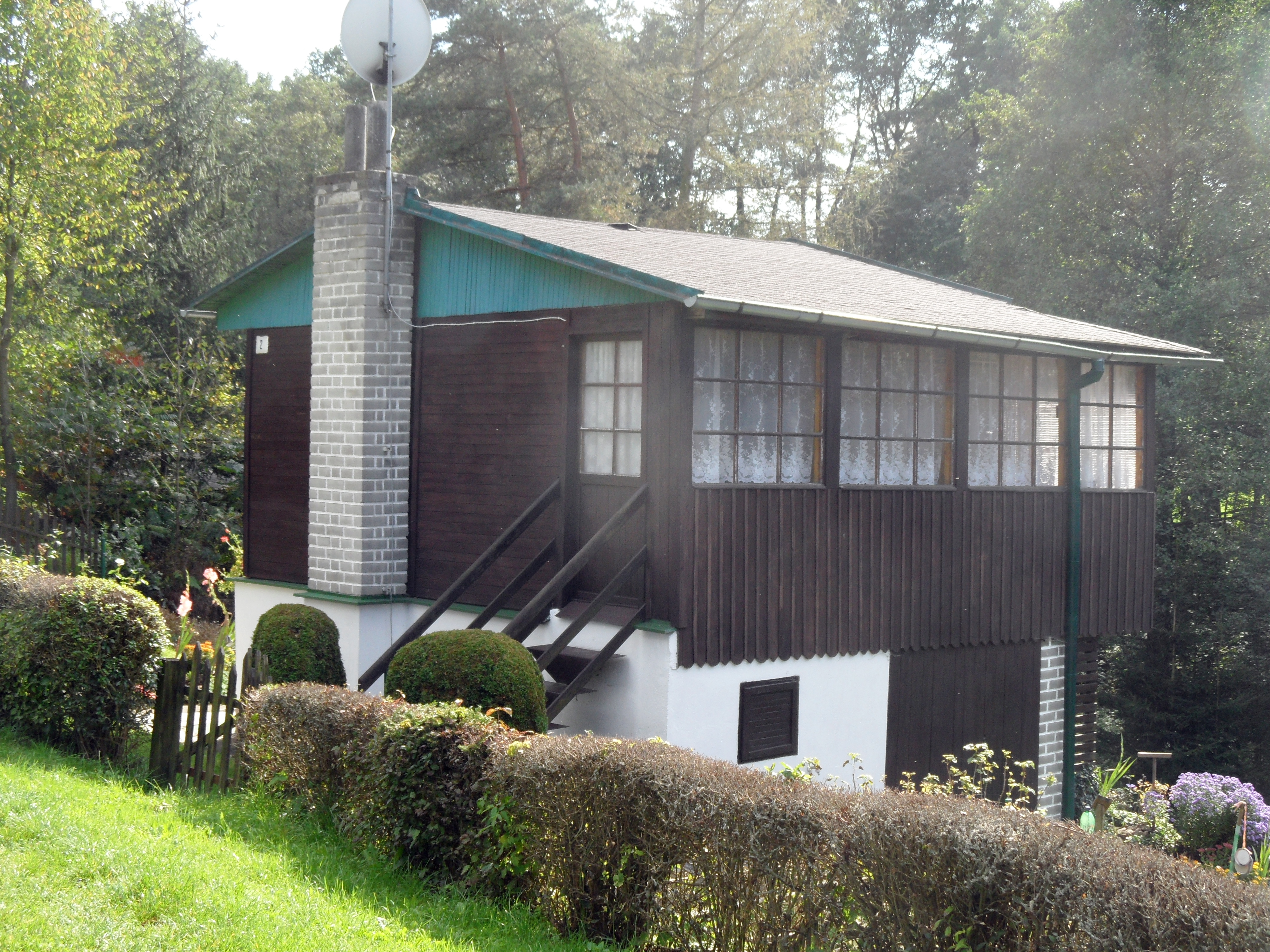
Chata
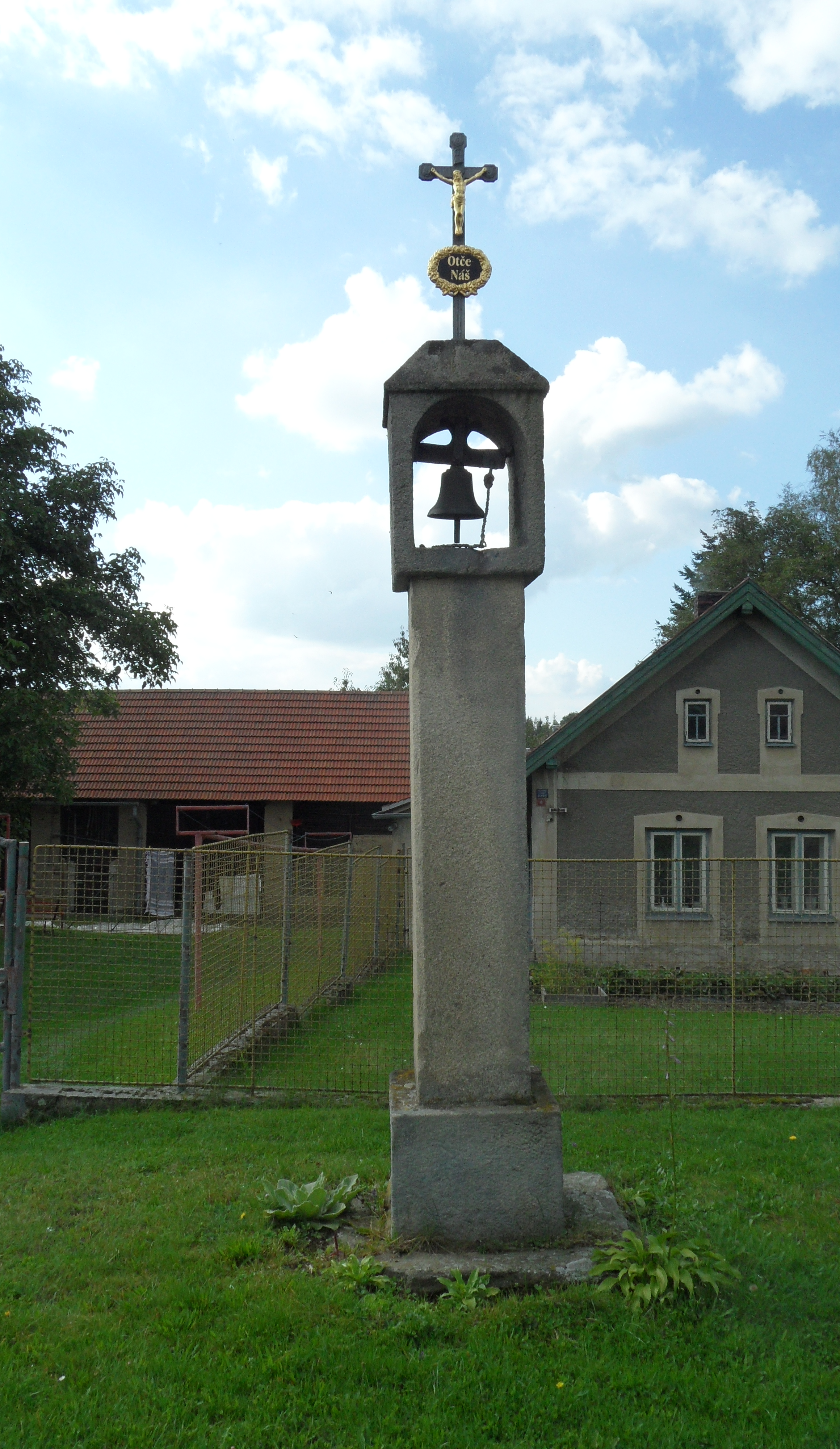
Zvonička
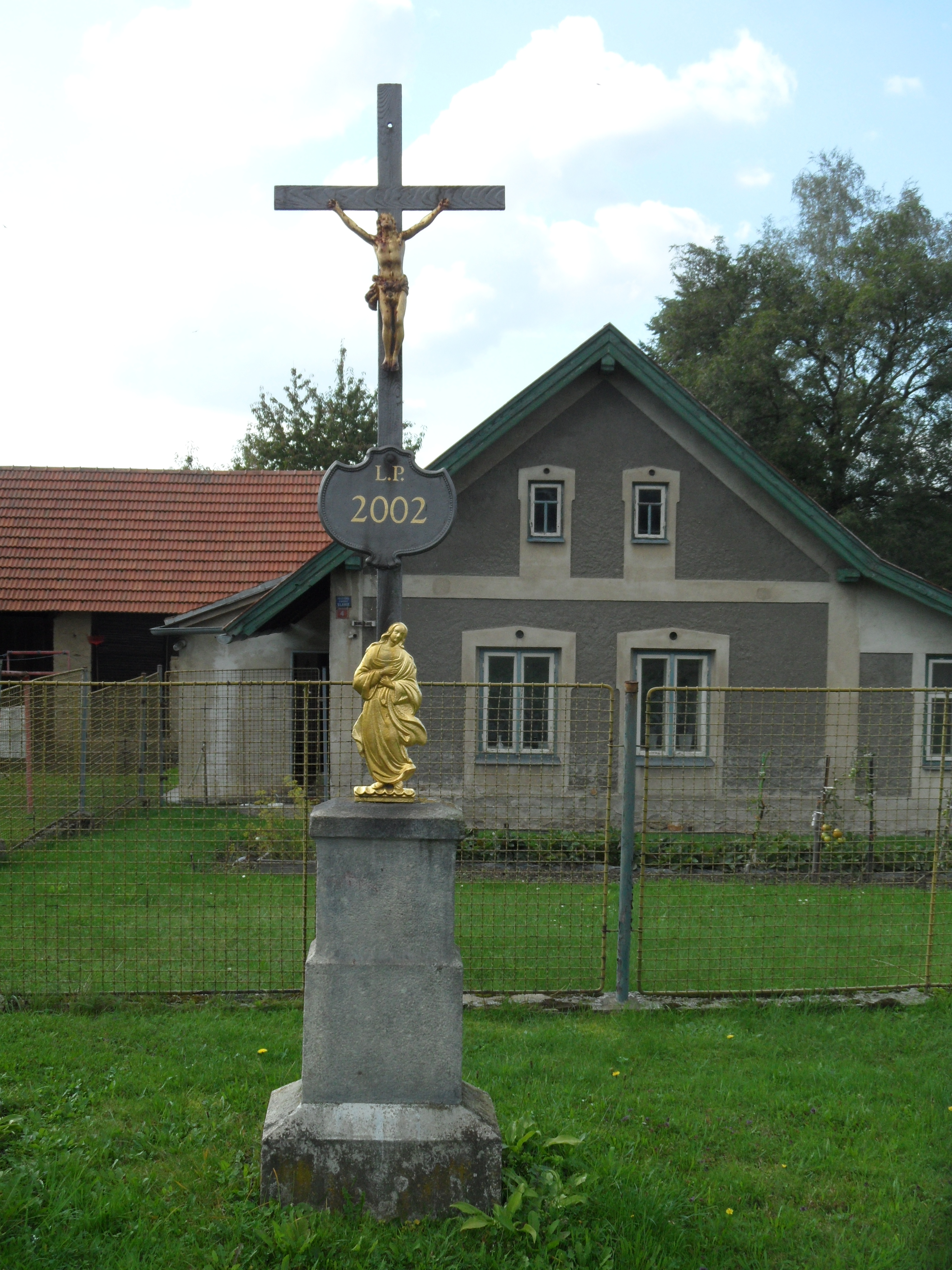
Křížek